# Arseniuro di gallio
L'arseniuro di gallio è il composto binario covalente formato dal gallio con l'arsenico. È un composto non molecolare avente formula minima GaAs, dove sia il gallio che l'arsenico sono entrambi tetracoordinati e tetraedrici. L'arseniuro di gallio è un tipico semiconduttore del tipo III-V. Si presenta come un materiale cristallino di media durezza, 4,5 sulla scala di Mohs, sensibilmente meno del germanio (6,0) o del silicio (6,5), avente la struttura cubica della sfalerite (ZnS). Il cristallo di GaAs è strettamente isoelettronico a quello di germanio ed anche ad esso isostrutturale; ne differisce per il valore del band gap, che è circa il doppio, e per il fatto che esso è di tipo diretto, caratteristica di primaria importanza in applicazioni di optoelettronica.
Per queste caratteristiche e per essere caratterizzato da un'alta mobilità elettrica dei portatori liberi di carica (elettroni e lacune), trova applicazioni nei dispositivi elettronici ad alta velocità e nei dispositivi emettitori di luce (componenti per microonde, diodi LED e laser, componenti per lettori DVD e per radar automobilistici), nonché nelle celle fotovoltaiche.

## Proprietà e struttura
L'arseniuro di gallio è un composto termodinamicamente stabile, la sua formazione dagli elementi è esotermica, anche se non di molto: ΔHƒ° = −87,7±0,5 kJ/mol.
L'arseniuro di gallio GaAs è formato dall'unione 1:1 di gallio, avente 3 elettroni esterni (4s2 4p1), con l'arsenico con 5 elettroni esterni (4s2 4p3), a formare un cristallo in cui vi sono 8 elettroni di valenza per ogni coppia di atomi Ga e As, come accade per i cristalli isoelettronici di valenza di Ge, Si e C(diamante). La struttura cristallina cubica, analoga a quella del germanio, è composta da due sottoreticoli cubici a facce centrate, uno composto di atomi Ga e l'altro di As (entrambi gli atomi ibridati sp3), che sono sovrapposti con uno sfasamento di un quarto di diagonale. In tale struttura il lato della cella elementare cubica è a = 565,3 pm e la lunghezza dei legami Ga−As è di 245 pm.
Questa è la fase stabile di GaAs in condizioni ambiente, presente anche nel fosfuro di gallio, analogo semiconduttore III-V; tuttavia, per temperature di almeno 200 °C, diviene stabile una fase avente una struttura esagonale del tipo della wurtzite, che è l'altra struttura tipica dei semiconduttori III-V, struttura preferita dal nitruro di gallio e dal nitruro di alluminio.
A temperatura e pressione ambiente si presenta in forma di cristalli opachi di colore grigiastro, praticamente insolubili in acqua, alcool, o acetone, ma che si disciolgono in acidi minerali decomponendosi.
Il band gap diretto di GaAs ammonta a 1,424 eV a 300 K ed è maggiore, oltre che di quello del germanio (0,67 eV), anche di quello del silicio (1,1 eV); può essere confrontato inoltre con i corrispondenti valori di GaP (2,24 eV) e GaN (3,4 eV), i quali crescono man mano che il componente a 5 elettroni esterni diminuisce di numero atomico, aumentando quindi la sua elettronegatività.

## Sintesi del composto
Il composto può essere sintetizzato in forma di monocristallo, allo scopo di produrre dei wafer, o come film sottile.
Per produrre l'arseniuro di gallio in forma monocristallina è possibile usare il processo Czochralski, largamente utilizzato per produrre il silicio monocristallino. Un'altra possibilità è il metodo Bridgman-Stockbarger in cui la crescita del cristallo avviene all'interno di una fornace orizzontale, in cui vengono fatti reagire vapori di gallio e arsenico e il composto si deposita su un seme monocristallino.
Anche per produrre un film sottile esistono diverse possibilità:
- Deposizione chimica da vapore, a partire da gallio metallico gassoso e tricloruro di arsenico: 2 Ga + 2 AsCl3 → 2 GaAs + 3 Cl2.[22]
- MOCVD da trimetilgallio e arsina: Ga(CH3)3 + AsH3 → GaAs + 3 CH4.[23]
- Epitassia da fasci molecolari da gallio e arsenico: 4 Ga + As4 → 4 GaAs oppure 2 Ga + As2 → 2 GaAs.